# Slza (hudební skupina)

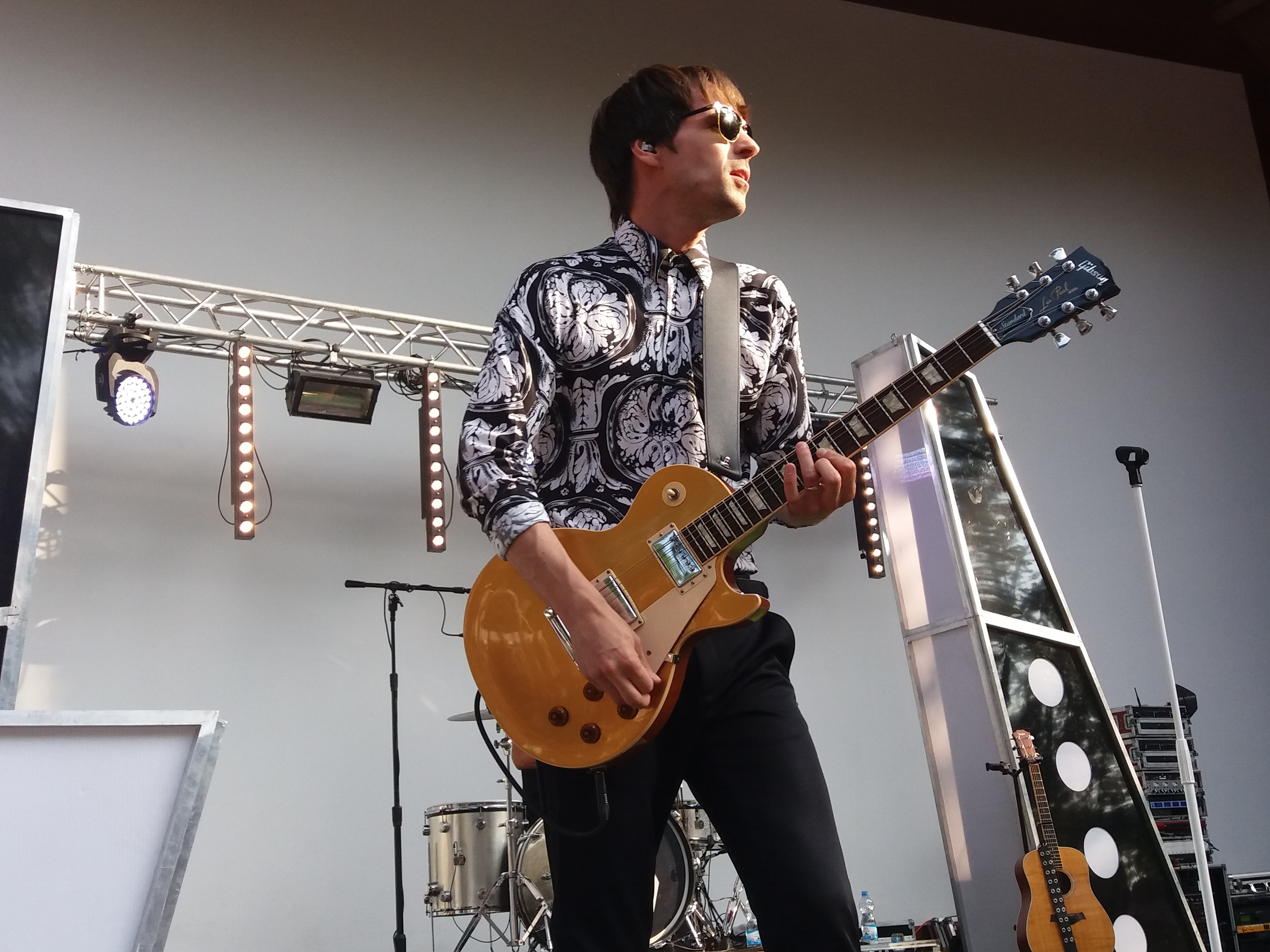
Lukáš Bundil, kytarista skupiny Slza

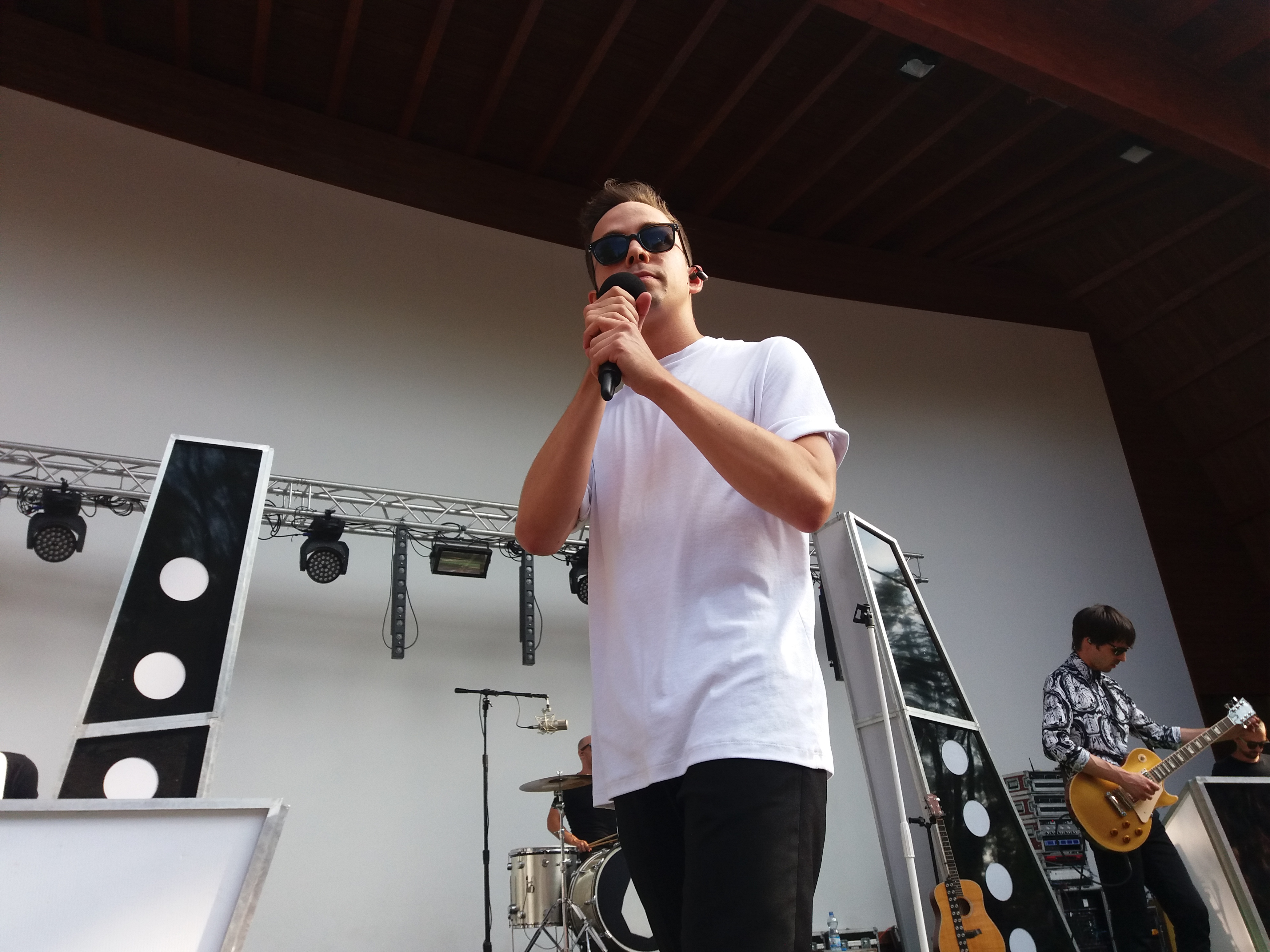
Petr Lexa, zpěvák skupiny Slza

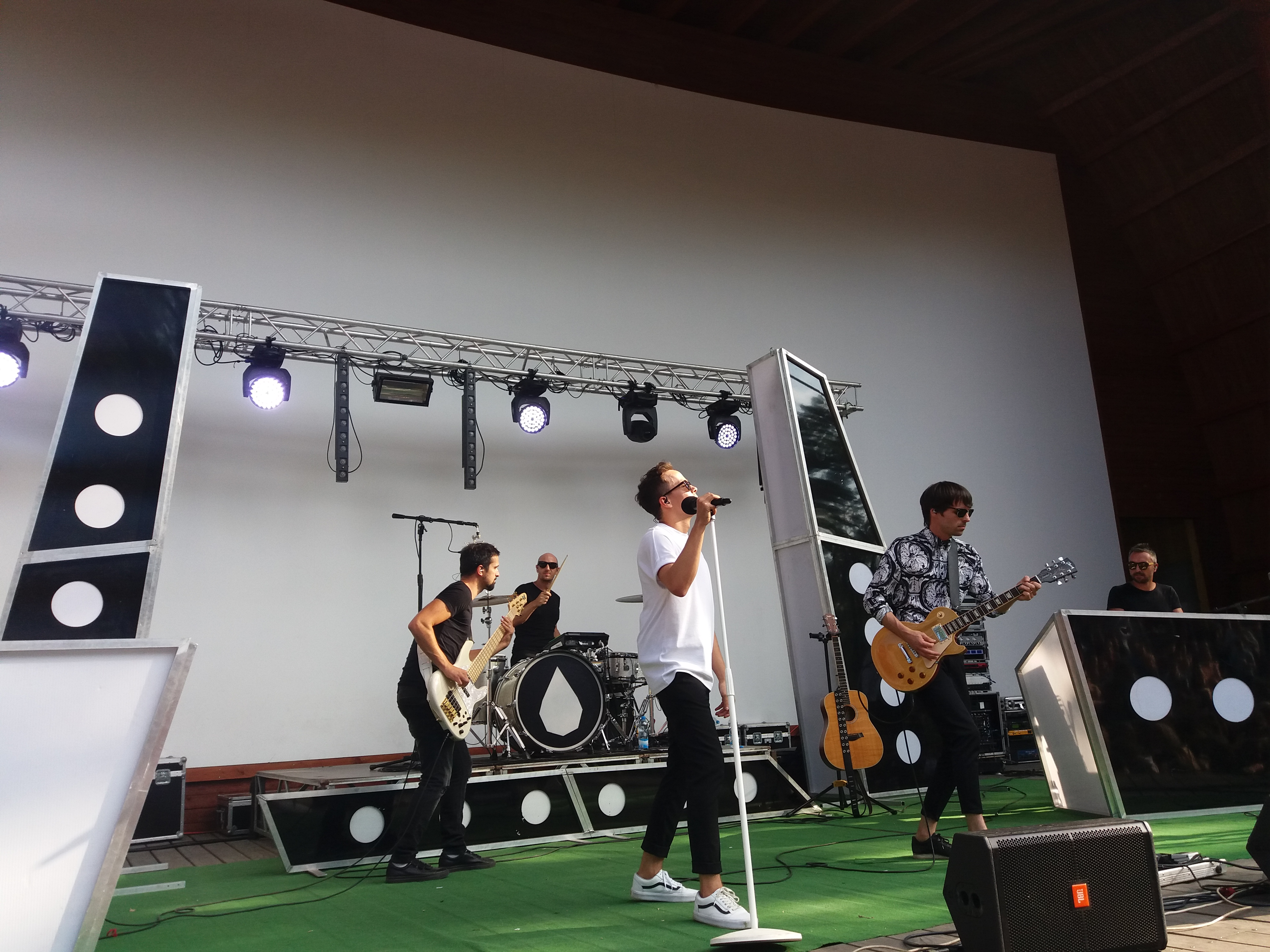
Slza ve Valašském Meziříčí v roce 2018

Slza je česká popová hudební skupina, která se v roce 2014 proslavila písní „Lhůta záruční“. Jejími členy jsou zpěvák Petr Lexa a kytarista Lukáš Bundil, který je zakladatelem skupiny. Skupina byla založena 24. března 2013. Petr Lexa se kdysi již objevil v televizi jako herec v seriálu Přístav. Lukáš Bundil hraje na kytaru a právě on oslovil Petra Lexu, aby s ním zpíval. Krom nich s nimi na koncertech hrají i další hudebníci, kteří ale nejsou stálými členy hudební kapely.
Tato skupina vyhrála řadu ocenění. Jejich debutové album Katarze debutovalo na 1. příčce české hitparády s prodejem 3 tisíce kusů za jeden týden a za tři týdny po vydání má už platinovou desku.
Na textech pracují s Ondřejem Ládkem, známým spíše jako Xindl X.
Ve videoklipu na jejich první píseň, která vznikla pod názvem Lhůta záruční, která je i první písní obecně, si s nimi zahrála herečka Veronika Hájková. Text k této písni napsal Ondřej Ládek (Xindl X). Ve videoklipu na jejich druhou píseň, Celibát, si s nimi zahrála Barbora Zelená, finalistka soutěže Miss 2011. Třetí vydaný song se jmenuje Katarze a jedná se o hlavní znělku pro televizní seriál Přístav. V roce 2015 vydali debutové album Katarze, které obsahuje celkem 10 písní. 4. píseň kterou vydali na začátku dubna se jmenuje Fáze Pád, kde si zahrála finalistka Miss 2014. V roce 2018 spolupracují se zpěvačkou Celeste Buckingham, klip Na srdci byl prezentován 4. února 2018.

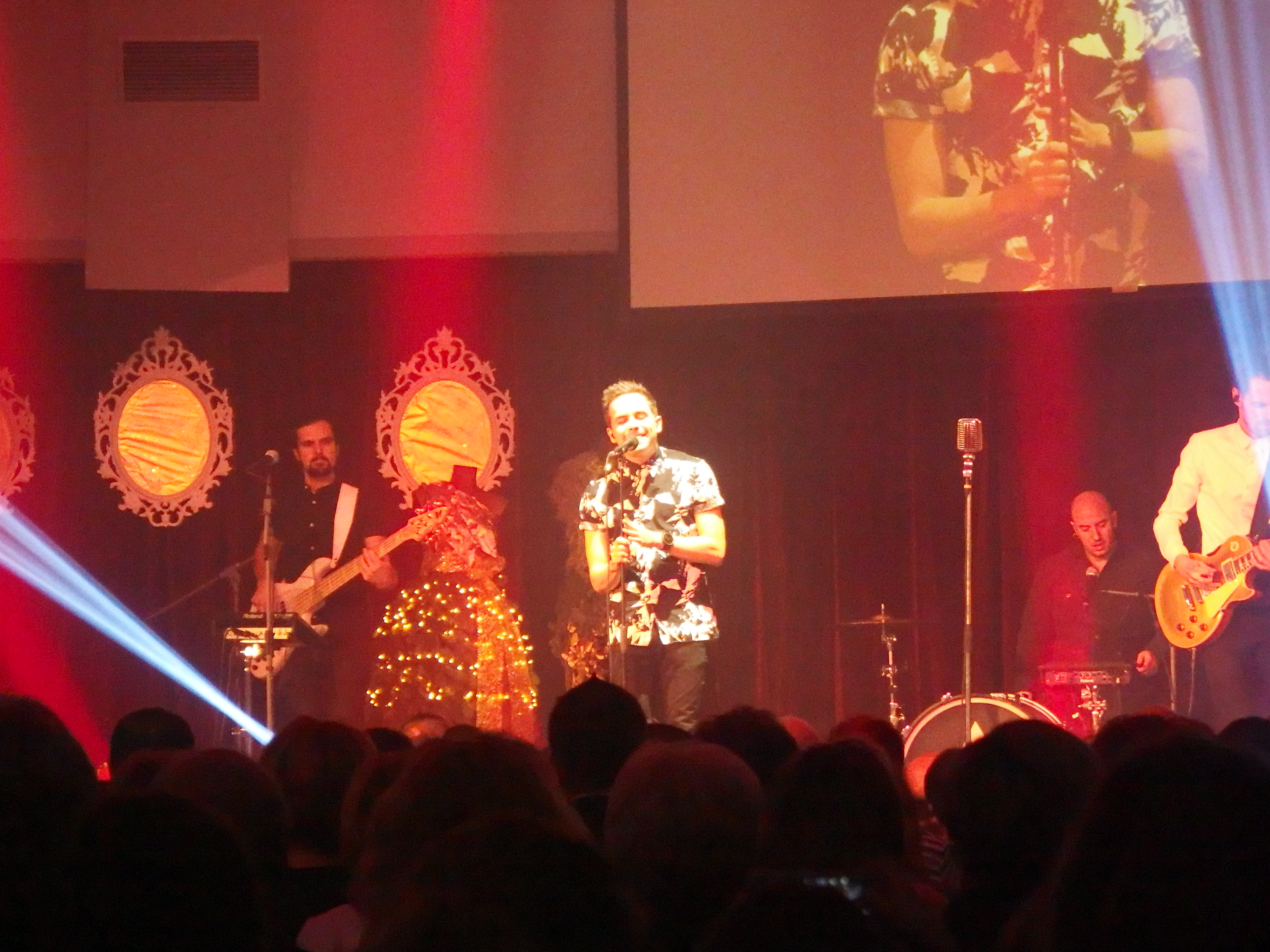
Slza v Luhačovicích v roce 2015

Na podzim roku 2017 Slza vydala druhé studiové album Holomráz, na jaře 2020 vydala album 3.

## Ocenění
| Rok  | Ocenění                          | Kategorie                    | Výsledek  |
| ---- | -------------------------------- | ---------------------------- | --------- |
| 2015 | Český slavík Mattoni             | Objev roku                   | vítězství |
| 2015 | Český slavík Mattoni             | Hvězda internetu             | vítězství |
| 2015 | Hudební ceny Evropy 2 a Europy 2 | Domácí skupina roku          | vítězství |
| 2015 | Hudební ceny Evropy 2 a Europy 2 | Objev roku                   | vítězství |
| 2015 | Žebřík 2014 Bacardi Music Awards | Skladba roku (Lhůta záruční) | 2. místo  |
| 2015 | Žebřík 2014 Bacardi Music Awards | Objev roku                   | 2. místo  |
| 2015 | Utubering Awards                 | Nejpopulárnější kapela       | vítězství |
| 2016 | Hudební ceny Evropy 2            | Domácí skupina roku          | vítězství |
| 2016 | Hudební ceny Evropy 2            | Domácí skladba roku          | vítězství |
| 2016 | Hudební ceny Evropy 2            | Evropa 2 Unplugged           | vítězství |
| 2016 | Hudební ceny Evropy 2            | Absolutní vítěz              | vítězství |
| 2016 | Žebřík 2015 iREPORT Music Awards | Skladba roku (Katarze)       | vítězství |
| 2016 | Žebřík 2015 iREPORT Music Awards | Videoklip roku (Katarze)     | 2. místo  |
| 2017 | Hudební ceny Evropy 2            | Domácí skupina roku          | vítězství |
| 2017 | Hudební ceny Evropy 2            | Evropa 2 Unplugged           | vítězství |
| 2017 | Hudební ceny Žebřík 2016         | Skupina roku                 | 2. místo  |

## Diskografie

### Alba
| Rok  | Název alba | Vydavatelství                    | Streamy (YT + Spotify) | CZ TOP 100 | Certifikace                                 |
| ---- | ---------- | -------------------------------- | ---------------------- | ---------- | ------------------------------------------- |
| 2015 | Katarze    | Universal Music                  | 249 mil.               | 1.         | 3× platinová deska (prodaných kusů 18 000+) |
| 2017 | Holomráz   | Universal Music                  | 47 mil.                | 2.         | 1× platinová deska                          |
| 2020 | 3          | Universal Music                  | 16 mil.                | 49.        | —                                           |
| 2023 | Monodrama  | Capitol Records ,Universal Music | 7 mil.                 | -          | —                                           |

#### Katarze
Hudbu složil(i) Lukáš Bundil, Dalibor Cidlinský Jr., texty napsal(i) Xindl X.
| Katarze        | Katarze           | Katarze |
| Pořadí         | Název             | Délka   |
| -------------- | ----------------- | ------- |
| 1.             | Lhůta záruční     | 3:36    |
| 2.             | Atrakce           | 3:37    |
| 3.             | Celibát           | 3:37    |
| 4.             | Etikety           | 3:16    |
| 5.             | V dešti zášti     | 3:30    |
| 6.             | Vstříc nekonečnům | 3:40    |
| 7.             | Katarze           | 3:08    |
| 8.             | Fáze pád          | 3:16    |
| 9.             | Pozice off        | 3:27    |
| 10.            | Pouta             | 3:58    |
| Celková délka: | Celková délka:    | 35:09   |

#### Holomráz
Hudbu složil(i) Lukáš Bundil a Dalibor Cidlinský Jr., texty napsal(i) Xindl X, Mirka Miškechová.
| Pořadí         | Název                               | Délka |
| -------------- | ----------------------------------- | ----- |
| 1.             | Chmýří pampelišek                   | 3:33  |
| 2.             | Noci beze ztrát                     | 3:33  |
| 3.             | Holomráz                            | 3:33  |
| 4.             | Největší z bourců                   | 3:38  |
| 5.             | Eskamotér                           | 3:19  |
| 6.             | Anestézie                           | 3:45  |
| 7.             | Na srdci (feat. Celeste Buckingham) | 3:46  |
| 8.             | Ani vody proud                      | 3:35  |
| 9.             | Lexaurin                            | 3:18  |
| 10.            | Smajlík                             | 3:13  |
| Celková délka: | Celková délka:                      | 35:17 |

#### 3
Skupina Slza potvrdila, že 24. dubna 2020 vydá své třetí album s názvem 3. Skupina také sdělila, že se Ondřej Ládek se spolupodílel na tvorbě textů písní s Petrem Lexou.
Součástí tohoto alba jsou mimo jiné singly Paravany, Hoď tam trsa, 4 ráno a Žár. Píseň Žár zpívala skupina Slza na několika koncertech před premiérou na streamovacích platformách i na YouTube.
CD 3 vyšlo 24. dubna 2020 a má 10 písní:

Texty napsal(i) Petr Lexa, Xindl X.
| Pořadí         | Název          | Délka |
| -------------- | -------------- | ----- |
| 1.             | 4 ráno         | 3:04  |
| 2.             | Sobě blíž      | 2:44  |
| 3.             | Paravany       | 3:09  |
| 4.             | Fotky          | 3:24  |
| 5.             | Žár            | 3:02  |
| 6.             | V prázdnu      | 3:13  |
| 7.             | Noc            | 3:03  |
| 8.             | V ringu        | 2:46  |
| 9.             | Hoď tam trsa   | 2:46  |
| 10.            | Odsud tam      | 3:09  |
| Celková délka: | Celková délka: | 30:23 |

#### Monodrama
Skupina Slza 22. září 2023 vydala své čtvrté album s názvem Monodrama. Album obsahuje deset písní a mezi nejposlouchanější patří Červánky s 1,3 miliony zhlédnutí na Youtube, Každej sám, Tak mi promiň a Bouře.

Album si můžete poslechnout na Spotify, Youtube a dalších streamovacích platformách.Texty napsal(i) Petr Lexa.
| Pořadí         | Název                                  | Délka |
| -------------- | -------------------------------------- | ----- |
| 1.             | Monodrama (feat. Refew)                | 2:57  |
| 2.             | Bouře                                  | 2:46  |
| 3.             | Magnety                                | 2:49  |
| 4.             | Není to tak zlý                        | 2:10  |
| 5.             | Spolu                                  | 3:04  |
| 6.             | Červánky (feat. Monika Bagárová)       | 2:43  |
| 7.             | Tak mi promiň (feat. Dominique Alagia) | 2:54  |
| 8.             | Se svým stínem                         | 2:27  |
| 9.             | Padám (feat. Pam Rabbit)               | 2:55  |
| 10.            | Každej sám                             | 3:06  |
| Celková délka: | Celková délka:                         | 27:54 |

### Singly
| Rok  | Datum         | Singl                                 | Album    |
| ---- | ------------- | ------------------------------------- | -------- |
| 2014 | 19. října     | „Lhůta záruční“                       | Katarze  |
| 2015 | 22. března    | „Celibát“                             | Katarze  |
| 2015 | 25. října     | „Katarze“                             | Katarze  |
| 2016 | 7. dubna      | „Fáze pád“                            | Katarze  |
| 2016 | 8. září       | „Pouta“                               | Katarze  |
| 2017 | 23. dubna     | „Ani vody proud“                      | Holomráz |
| 2017 | 24. září      | „Holomráz“                            | Holomráz |
| 2018 | 4. února      | „Na srdci“ (feat. Celeste Buckingham) | Holomráz |
| 2019 | 11. dubna     | „Paravany“                            | 3        |
| 2019 | 19. září      | „Hoď tam trsa“                        | 3        |
| 2019 | 21. listopadu | „4 ráno“                              | 3        |
| 2020 | 27. března    | „Žár“                                 | 3        |
| 2020 | 16. srpna     | „Fotky“                               | 3        |
| 2021 | 25. března    | „Bouře“                               | Bouře    |

#### Hostující singly
| Rok  | Datum     | Singl |
| ---- | --------- | --- |
| 2016 | 8. května | „Léto lásky“ (feat. Summer All Stars: Xindl X, Chinaski, Miro Žbirka a Jelen) |
| 2018 | 16. října | „Za 100 let“ (feat. Za100let: Marek Ztracený, Tomáš Klus, František Černý, Mirai, Ewa Farna, Jindřich Polák, Xindl X, Michal Hrůza, David Stypka, Václav Bláha, Debbi, Jana Infeldová) |

### Videoklipy
Tato tabulka obsahuje písně, ke kterým byl natočen videoklip, ale nebyly vydány jako singly.
| Rok  | Datum        | Videoklip           | Album    |
| ---- | ------------ | ------------------- | -------- |
| 2016 | 19. července | „Vstříc nekonečnům“ | Katarze  |
| 2018 | 29. dubna    | „Chmýří pampelišek“ | Holomráz |
| 2018 | 15. července | „Nový obzory“       |          |
| 2020 | 21. července | „Sobě blíž“         | 3        |

### Ostatní písně
Skupina Slza vydala ještě tyto písně:
- Katarze – Radio Edit
- Ani vody proud – Littlebeat Remix

Tyto písně jsou určeny pro digitální distiribuci. Jsou dostupné ve streamovacích službách, např. Spotify. Píseň Katarze – Radio Edit je verze písně Katarze určená pro rádia.